# Богодухівський медичний коледж
Богодухівський медичний коледж — комунальний заклад вищої освіти І рівня акредитації Харківської обласної ради, що розташований у Богодухові Харківської області.

## Історія
2005 року Богодухівське медичне училище реорганізоване в Богодухівський медичний коледж.

## Структура, спеціальності
Коледж готує молодших спеціалістів за фахом:
- Лікувальна справа;
- Сестринська справа.